# Rakovac (Bogdanica)
Rakovac je planinski potok u Lici, u Hrvatskoj. Dug je 5,3 km. Nastaje u blizini zaselka Brkljačići, koji je dio naselja Trnovac. Kod Debela Brda I se ulijeva u Bogdanicu, koja nastaje spajanjem Bužimnice i Rakovca.
Prolazi kroz Trnovac i Debelo Brdo II.